# Saint-Michel-de-Chaillol
Saint-Michel-de-Chaillol település Franciaországban, Hautes-Alpes megyében. Lakosainak száma 367 fő (2022. január 1.). Saint-Michel-de-Chaillol Buissard, Chabottes, Champoléon, La Motte-en-Champsaur, Saint-Jean-Saint-Nicolas, Saint-Julien-en-Champsaur és Saint-Bonnet-en-Champsaur községekkel határos.

## Népesség
A település népessége az elmúlt években az alábbi módon változott:
| Lakosok száma | 232  | 316  | 336  | 328  | 318  | 315  | 335  | 352  | 356  | 367  |
|               | 1968 | 1982 | 1990 | 2006 | 2013 | 2015 | 2017 | 2019 | 2020 | 2022 |